# Tetramorium amaurum
Tetramorium amaurum är en myrart som beskrevs av Bolton 1980. Tetramorium amaurum ingår i släktet Tetramorium och familjen myror. Inga underarter finns listade i Catalogue of Life.